# Moving Hearts (album)
Moving Hearts è il primo album dei Moving Hearts, pubblicato dalla WEA Records nel 1981.
Il disco fu registrato nell'estate del 1981 al Keystone Studios ed al Windmill Lane Studios di Dublino (Irlanda).

## Tracce
Lato A
1. Hiroshima Nagasaki Russian Roulette – 4:22 (Jim Page)
2. Irish Ways and Irish Laws – 3:47 (John Gibbs)
3. McBrides – 3:05 (Donal Lunny, Declan Sinnott)
4. Before the Deluge – 5:40 (Jackson Browne)
5. Landford – 2:41 (Jim Page)

Lato B
1. Category – 2:55 (Declan Sinnott, Donal Lunny)
2. Faithful Departed – 4:44 (Philip Chevron)
3. Lake of Shadows – 4:45 (Donal Lunny, Declan Sinnott, Eoghan O'Neill)
4. No Time for Love – 7:20 (Jack Warshaw)

## Musicisti
- Christy Moore - voce, chitarre, bodhrán
- Donal Lunny - voce, bouzouki, bouzouki elettrico, sintetizzatore, produttore
- Declan Sinnott - voce, chitarra solista, chitarra acustica
- Davy Spillane - cornamuse (uillean pipes), fischietto (low whistle)
- Keith Donald - sassofono tenore, sassofono soprano, lafleur, curved sassofono soprano
- Nollaig Ni Cathasaigh - violino
- Eoghan O'Neill - voce, basso
- Brian Calnan - batteria, percussioni
- Paul McAteer - drum advice
- Tony Davis - accompagnamento vocale[1]